# Gewerkenversammlung
Unter Gewerkenversammlung oder Gewerkentag versteht man eine beschlussfassende Versammlung der Anteilseigner einer Bergrechtlichen Gewerkschaft. Sie entspricht der Hauptversammlung einer Aktiengesellschaft. Das Stimmrecht auf der Gewerkenversammlung wird nach Kuxen und nicht nach Personen ausgeübt. Beschlüsse werden mit einfacher Stimmenmehrheit gefasst. Die gesetzlichen Regelungen für die Gewerkenversammlung finden sich im Allgemeinen Berggesetz (ABG) von 1865, §§111ff.

## Grundlagen
Die Gewerkenversammlung ist das oberste Organ einer Gewerkschaft. Sie findet regelmäßig jedes Jahr in einem bestimmten Monat statt, außerdem zusätzlich, wenn der Aufsichtsrat es für erforderlich erachtet. Die Versammlung umfasst alle Besitzer sämtlicher Kuxe der jeweiligen Gewerkschaft. Gewerken, die nicht persönlich an der Versammlung teilnehmen können, dürfen sich durch einen Mitgewerken oder, falls es keine anderen Regelungen gibt, auch durch einen Nichtgewerken vertreten lassen. Die Gewerkenversammlung ist zuständig für alle Angelegenheiten, die die Gewerkschaft betreffen, wenn diese nicht nach Gesetz oder Gewerkschaftsstatut auf den Repräsentanten der betreffenden Gewerkschaft übertragen worden sind. Über jede Gewerkenversammlung musste ein Protokoll erstellt werden, in welchem sämtliche Gewerkschaftsbeschlüsse notiert wurden. Gegen die gefassten Gewerkschaftsbeschlüsse konnte jeder Gewerke innerhalb von vier Wochen nach der Versammlung vor Gericht klagen, wenn er der Meinung war, dass die jeweiligen Gewerkschaftsbeschlüsse nicht dem Wohle der Gewerkschaft dienen würden.

## Berufung der Gewerkenversammlung
Eine Gewerkenversammlung muss regelmäßig mindestens einmal im Jahr berufen werden. Des Weiteren muss sie einberufen werden, wenn die Kuxbesitzer dies unter Angabe von Gründen beantragen. Die Berufung erfolgt durch eine schriftliche Einladung, der eine Tagesordnung beigefügt ist. Die Ladung zur Gewerkenversammlung erfolgt in der Regel durch den Repräsentanten der Gewerkschaft, in bestimmten Fällen auch durch die Bergbehörde. Geladen werden alle die Gewerken, die zum Zeitpunkt der Einladung im Gewerkenbuch der jeweiligen Gewerkschaft stehen. Gewerken, die nicht im Inland wohnen, müssen zwecks Empfangnahme von Einladungen einen im Inland wohnen Bevollmächtigten bestellen. Dort wo dies unterlassen wurde, reicht ein Aushang der Einladung beim Amtssitz des zuständigen Revierbeamten oder der zuständigen Bergbehörde aus, der 14 Tage vor der Versammlung dort ausgehängt werden und verbleiben muss. Die gleiche Regelung gilt bei Gewerken, deren Rechtsnachfolge oder Wohnort unbekannt ist.